# Hemithraupis flavicollis
La tangara gorjigualda (Hemithraupis flavicollis), también denominada pintasilgo de buche dorado, pintasilgo buchidorado (en Venezuela), tangara de dorso amarillo (en Perú), tangara lomiamarilla (en Panamá, Ecuador y Colombia) o pintasilgo culiamarillo (en Colombia), es una especie de ave paseriforme de la familia Thraupidae, perteneciente al  género Hemithraupis. Es nativa de América del Sur y extremo oriental de América Central. 

## Distribución y hábitat
Se distribuye ampliamente por la cuenca amazónica del sur y este de Colombia, sur de Venezuela, este de Ecuador, este de Perú, Amazonia brasileña (excepto al este del río Tapajós y sur del bajo río Amazonas), hasta el oeste de Bolivia; por el escudo guayanés del este de Venezuela, Guyana, Surinam, Guayana Francesa y  norte de Brasil; en el extremo oriental de Panamá (Darién) y norte de Colombia (al norte de los Andes); y en el litoral del sureste de Brasil.
Esta especie es considerada bastante común en sus hábitats naturales: el dosel y los bordes del bosque húmedo tropical y subtropical, principalmente de terra firme, por debajo de los 900 m de altitud.

## Descripción
Mide de 13 a 14 cm de longitud. Presenta un marcado dimorfismo sexual. El macho tiene dorso negro, garganta amarilla brillante, la parte baja de la espalda y la grupa del mismo color, pecho y vientre blanco con manchas oscuras. La hembra es verde oliva en el dorso y amarilla en las partes inferiores.

## Alimentación
Se alimenta principalmente de insectos que busca intensamente en el follaje. También come frutos.

## Sistemática

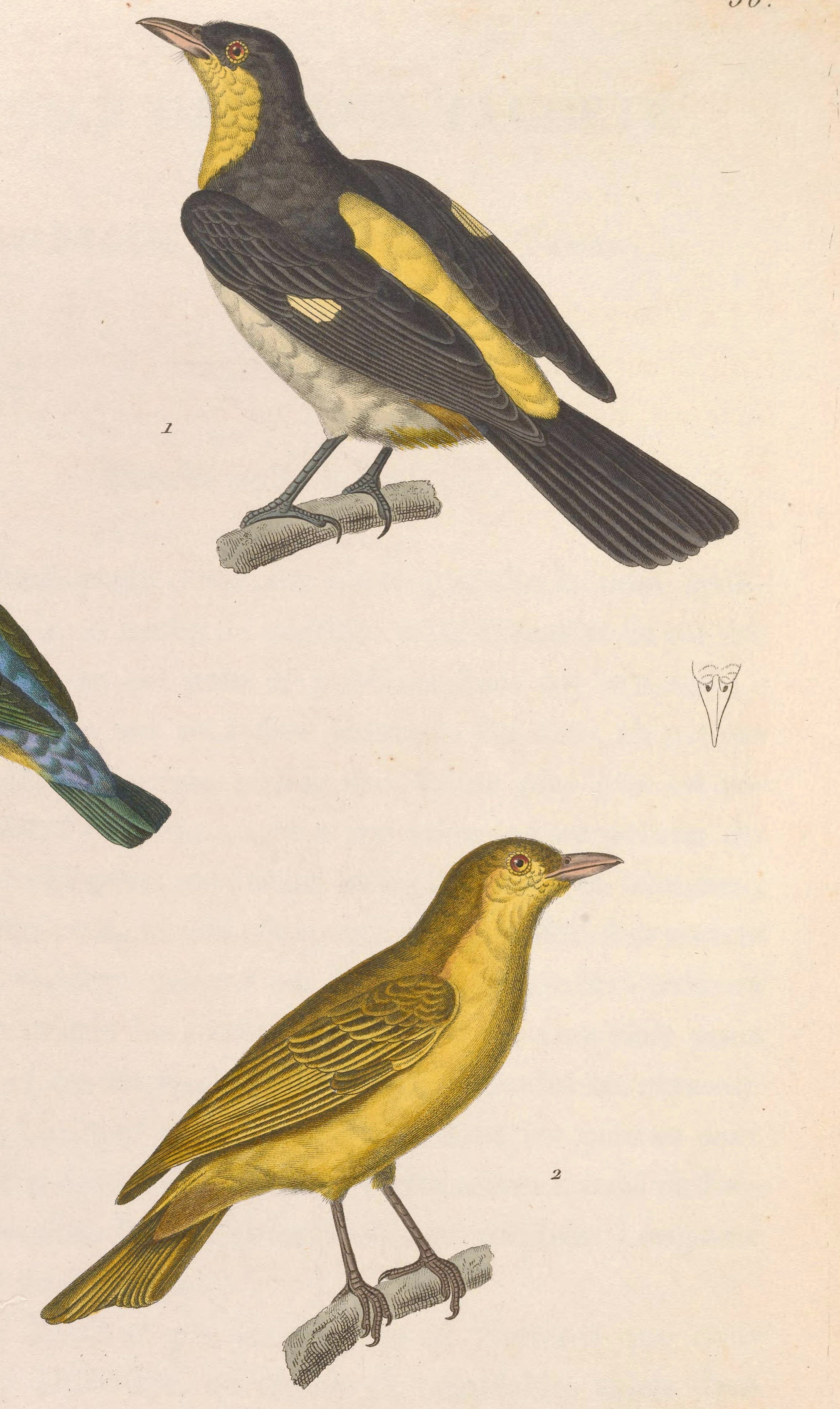
Tanagra speculifera = Hemithraupis flavicollis, macho (arriba) y hembra (abajo), ilustración de Huet le Jeune y Prêtre en Temminck Nouveau recueil de planches coloriées d'oiseaux, 1838.

### Descripción original
La especie H. flavicollis fue descrita por primera vez por el naturalista francés Louis Pierre Vieillot en 1818 bajo el nombre científico Nemosia flavicollis; su localidad tipo es: «Cayena, Guayana Francesa».

### Etimología
El nombre genérico femenino Hemithraupis se compone de las palabras griegas «hēmi»: mitad, pequeño, y  «θραυπίς thraupis»: pequeño pájaro desconocido mencionado por Aristóteles, tal vez algún tipo de pinzón (en ornitología thraupis significa «tangara»); y el nombre de la especie «flavicollis» se compone de las palabras del latín  «flavus»: amarillo dorado, y «collis»: de pescuezo.

### Taxonomía
Los amplios estudios filogenéticos recientes comprueban que la presente especie es hermana del par formado por Hemithraupis guira y H. ruficapilla.

### Subespecies
Según las clasificaciones del Congreso Ornitológico Internacional (IOC) y Clements Checklist/eBird v.2019 se reconocen once subespecies, con su correspondiente distribución geográfica:
- Hemithraupis flavicollis ornata Nelson, 1912 – extremo este de Panamá (Darién) y extremo noroeste de Colombia.
- Hemithraupis flavicollis albigularis (P.L. Sclater), 1855 – Colombia (alto valle del río Sinú, bajo valle del Cauca, medio valle del Magdalena).
- Hemithraupis flavicollis peruana Bonaparte, 1851 – centro de Colombia al este de Ecuador y noreste de Perú (al norte del río Marañón).
- Hemithraupis flavicollis aurigularis Cherrie, 1916 – extremo sureste de Colombia al sur de Venezuelay norte de Brasil.
- Hemithraupis flavicollis hellmayri Berlepsch, 1912 – sureste de Venezuela (este de Bolívar) al oeste de Guyana (montañas Merumé).
- Hemithraupis flavicollis flavicollis (Vieillot), 1818 – Surinam, Guayana Francesa y norte de Brasil al norte del río Amazonas.
- Hemithraupis flavicollis sororia J.T. Zimmer, 1947 – norte de Perú, al sur del río Marañón.
- Hemithraupis flavicollis centralis (Hellmayr), 1907 – sureste de Perú al norte de Bolivia y centro de Brasil.
- Hemithraupis flavicollis obidensis Parkes & Humphrey, 1963 – norte de Brasil (a lo largo de la margen norte del bajo Amazonas en Pará).
- Hemithraupis flavicollis melanoxantha (Lichtenstein), 1823 – noreste de Brasil (Pernambuco y Bahía).
- Hemithraupis flavicollis insignis (P.L. Sclater), 1856 – sureste de Brasil (Espírito Santo y Río de Janeiro).